# Lake McLaren
Der Lake McLaren ist ein Stausee für die Stromerzeugung im Western Bay of Plenty District der Region Bay of Plenty auf der Nordinsel von Neuseeland.

## Geographie
Der Stausee befindet sich rund 7,5 km südwestlich der südlichen Ausläufer der Stadt Tauranga und rund 800 m ostsüdöstlich des New Zealand State Highway 29, der in Tauranga endet. Der auf einer Höhe von in etwa 90 m liegende See umfasst eine Fläche von rund 18,4 Hektar und erstreckt sich dabei über eine Länge von rund 2,1 km. An seiner breitesten Stelle misst der See, der eine Uferlänge von in etwa 6,56 km aufweist, rund 160 m.
Gespeist wird der See hauptsächlich durch die beiden Flüsse Opuiaki River und Mangapapa River. Zur Stromerzeugung wird ein Teil des Wassers über einen an der Nordostseite des Sees abzweigenden, rund 2,3 km langen Kanal, dann über eine rund 560 m lange oberirdische Rohrleitung, gefolgt von einer rund 1,2 km langen unterirdischen Rohrleitung zu einem am Wairoa River liegenden Wasserkraftwerk geleitet. Das Wasser, das an der Staumauer abgeleitet wird, fließt über die McLaren Falls direkt in den Fluss.

## Staumauer
Das Absperrbauwerk des Lake McLaren wurde in den Jahren 1923 bis 1925 errichtet und als Bogenstaumauer ausgeführt. Die ursprüngliche Höhe des Bauwerks war 24,5 m und wurde in den Jahren 1981/82 um 1,2 m erhöht.
Der Radius des Bauwerks, das an seiner östlichen Seite einen Überlauf besitzt, beträgt 15,4 m.